# Cantonul Reims-5
Cantonul Reims-5 este un canton din arondismentul Reims, departamentul Marne, regiunea Champagne-Ardennen, Franța.

## Comune
- Bezannes
- Reims (parțial, reședință)